# 勝又基
勝又 基（かつまた もとい、1970年 - ）は、日本の日本文学者、明星大学教授。

## 経歴
静岡県御殿場市生まれ。金沢大学文学部卒業、2001年九州大学大学院文学研究科博士課程修了、「元禄期教訓本研究」で博士（文学）の学位を取得。2005年明星大学日本文化学部専任講師となり、助教授を経て、2015年人文学部教授。専門は近世文学。

## 著書
- 『落語・講談に見る「親孝行」』文学の世界 (NHKシリーズ カルチャーラジオ) NHK出版 2013
- 『孝子を訪ねる旅 江戸期社会を支えた人々』(シリーズ日本の旅人) 三弥井書店 2015
- 『親孝行の江戸文化』笠間書院 2017
- 『親孝行の日本史 道徳と政治の1400年』中公新書 2021

### 共編著
- 『怪異を読む・書く』木越治共編 国書刊行会 2018
- 『諸国奇談集』(江戸怪談文芸名作選) 木越俊介共著 国書刊行会 2019
- 『古典は本当に必要なのか、否定論者と議論して本気で考えてみた。』編 文学通信 2019

## 論文
- <勝又基